# Жировая (река, впадает в Авачинский залив)
Жировая — река на полуострове Камчатка. Протекает по территории Елизовского района Камчатского края России.
Длина реки — 23 км. Берёт истоки у подножия безымянной сопки высотой 919 м. Впадает в Авачинский залив (бухта Жировая).
Имеет правый приток Мутновская, впадающий в 8 км от устья Жировой. В бассейне реки находятся Жировские и Войновские источники.

## Данные водного реестра
По данным государственного водного реестра России относится к Анадыро-Колымскому бассейновому округу. Код объекта в государственном водном реестре — 19070000212120000023442.